# Соната для фортепиано № 1 (Шопен)
Соната для фортепиано до минор, op.4 — фортепианная соната Фредерика Шопена, написанная им в 1828 году. Продолжительность звучания около 26 минут. Соната была написана в период обучения Шопена у Юзефа Эльснера, которому была посвящена. Несмотря на то, что соната была написана в ранние годы жизни Шопена, она была опубликована лишь в 1851 году, через два года после смерти композитора, Тобиасом Хаслингером в Вене. Эта соната была сильно недооценена в техническом и художественном планах.

## История создания
Соната написана молодым композитором в период обучения пианизму под руководством Юзефа Эльснера и ему же посвящена. При жизни Шопена не была опубликована и увидела свет лишь в 1851 году, опубликовал её Тобиас Хаслингер.

## Состав
I. Allegro maestoso
Первая часть написана в сонатной форме, с доминированием тональности до минор, от которой автор уходит в си-бемоль минор лишь в репризе. Вопреки традиции, основная и побочная тема не противопоставляются друг другу, а имеют много общего: для них характерна тональная неустойчивость, и в каждой из них присутствуют хроматические ходы. Главная тема, слегка приукрашенная трелями и мелизмами, слышна на протяжении всей сонаты.
II. Menuetto
Вторая часть написана в тональности ми-бемоль мажор в форме менуэта и это единственный написанный Шопеном менуэт. По ритмическому строению вторая часть напоминает мазурку.
III. Larghetto
Одной из самых выразительных ранних работ Шопена несомненно является третья часть. Она написана в тональности ля-бемоль мажор, имеет необычный для своего времени пятидольный размер 5
4, её структуру можно описать как А-В-А. Гармония изобилует плагальными оборотами, главная тема находится в тихом басу.
IV. Finale — Presto
Четвертая часть написана в до миноре, в форме рондо-сонаты, и содержит множество хроматических ходов. Финал сонаты звучит ярко и драматично, и буквально пронизан трагизмом и мраком.